# 2006 في فنلندا
فيما يلي قوائم الأحداث التي وقعت خلال عام 2006 في فنلندا.

## أحداث
- 1 يناير – الانتخابات الرئاسية الفنلندية 2006

## سياسة

### انتهاء فترة المنصب
- 3 مارس – ماري كيفينييمي Minister for European Affairs and Foreign Trade  [لغات أخرى]‏.

## أفلام
من الأفلام التي صدرت هذه السنة في فنلندا:
- 1 يناير – أضواء في الغسق من إخراج أكي كاوريسمكي.

## وفيات

### نوفمبر
- 24 نوفمبر – يويسه لسكينن (مواليد 1950) موسيقي فنلندي.